# 팔스테르섬
팔스테르섬(Falster)은 덴마크 셸란섬 남쪽에 있는 섬이다. 면적은 486.2 km2.

## 같이 보기
- 덴마크의 섬 목록
- 롤란섬
- 랑엘란섬